# Joseph Rosemeyer
Joseph Rosemeyer (ur. 13 marca 1872 w Lingen, zm. 1 grudnia 1919 w Kolonii) – niemiecki kolarz torowy, uczestnik pierwszych nowożytnych igrzysk olimpijskich. Z zawodu inżynier-elektryk. W 1895 wystartował w mistrzostwach świata amatorów. Po zakończeniu kariery był dyrektorem fabryki żarówek. Był wujkiem kierowcy wyścigowego Bernda Rosemeyera, który zginął podczas próby pobicia rekordu prędkości. Reprezentant założonego przez siebie klubu Radfahrerverein Lingen.

## Wyniki olimpijskie
- sprint mężczyzn –nie ukończył[3]
- wyścig na 333⅓ metra – 8. miejsce[4]
- wyścig na 10 000 metrów – 4. miejsce[5]
- wyścig na 100 km – nie ukończył[6]